# ФК Будућност Влашки До
Фудбалски клуб Будућност је cрпски фудбалски клуб из Влашког Дола, општина Смедеревска Паланка. Tренутно се такмичи у Јасеничкој општинској лиги, шестом такмичарском нивоу српског фудбала.

## Историја
Клуб је основан 1955. године.